# Colección de las principales suertes de una corrida de toros
La Colección de las principales suertes de una corrida de toros est une série d'estampes exécutée par le peintre et graveur Antonio Carnicero Mancio et éditée à Madrid en 1790.

## Contexte

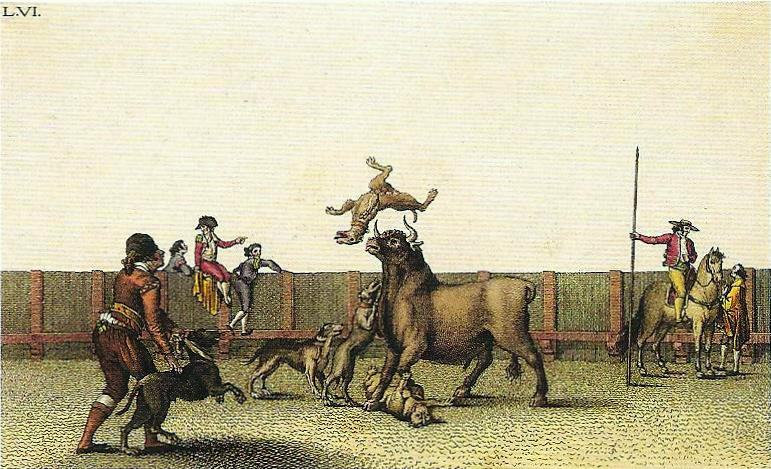
Principales suertes de una corrida de toros 2, par Luis Fernández Noseret d'après Carnicero.

Une part importante de l'œuvre de Carnicero est consacrée à la vie populaire en peinture comme en gravure.
Il produit notamment L'Ascension de la montgolfière, mais aussi beaucoup de gravures sur le peuple du taureau.
Il réalise à partir de 1790 deux suites importantes. La première est la Colección de las principales suertes de una corrida de toros puis d'autres scènes représentant la foule des arènes : Majas, ou le monde de la tauromachie : Toreros
La deuxième a pour titre Real Picadero. Elle présente essentiellement des scènes d'équitation avec quelques scène de tauromachie à cheval.
En 1791, Carnicero grave aussi une planche isolée Vue de l'arène et corrida de taureaux à Madrid où l'on voit l'intérieur de l'arène de la Porte de Alcalà (construite en 1749), le spectacle et la foule pittoresque a premier plan. Cette vue de l'arène de l'intérieur, d'autres vues de l'extérieur, inaugurent en fait la Colección.
Elles ont un énorme succès et feront l'objet de nombreuses reproductions et copies par des artistes, et même par l'académicien Luis Fernández Noseret en 1795.
L'artiste avait exposé ses dessins préparatoires chez lui cinq ans plus tôt, il y travaillait depuis 1767.

## Description
« À la fin du siècle, la série de Carnicero est un évènement artistique qui, malgré son caractère modeste, va révolutionner la vision plastique de la corrida. »
Carnicero est le pionnier d'un genre, la narration graphique, qui sera repris par Francisco de Goya dans sa Tauromaquia. Les douze planches couvrent toutes les étapes de la corrida depuis la sortie du taureau du  toril, jusqu'à son enlèvement par l'arrastre.